# Sergei Wiktorowitsch Gontschar
Sergei Wiktorowitsch Gontschar (russisch Сергей Викторович Гончар; englische Transkription: Sergei Viktorovich Gonchar; * 13. April 1974 in Tscheljabinsk, Russische SFSR) ist ein ehemaliger russischer Eishockeyspieler und jetziger -trainer. Der Verteidiger absolvierte über 1400 Spiele in der National Hockey League, den Großteil davon für die Washington Capitals sowie für die Pittsburgh Penguins, mit denen er 2009 den Stanley Cup gewann. Mit der russischen Nationalmannschaft gewann er jeweils Silber- und Bronzemedaillen bei der Weltmeisterschaft und Olympischen Winterspielen. Für die Penguins war er anschließend von 2017 bis 2020 als Assistenztrainer tätig, während er aktuell seit Januar 2023 zum Trainerstab der Vancouver Canucks gehört.

## Karriere
Gontschar begann seine Karriere bei Metschel Tscheljabinsk, für das er in der Saison 1990/91 in der zweitklassigen Perwaja Liga auflief. Im Laufe der Spielzeit wechselte er im Alter von 16 Jahren zum Lokalrivalen Traktor Tscheljabinsk, für den er zwölf Relegationsspiele der Wysschaja Liga absolvierte. In der folgenden Spielzeit kam er auf insgesamt 31 Einsätze in der höchsten sowjetischen Spielklasse, ehe er im Sommer 1992 zu Dynamo Moskau wechselte. Während des NHL Entry Draft 1992 wurde Gontschar in der ersten Runde an insgesamt 14. Position von den Washington Capitals ausgewählt.
Zwischen 1992 und 1994 war er für Dynamo in der Internationalen Hockey-Liga aktiv. Während dieser zwei Jahre spielte Gontschar eher eine defensiv ausgerichtete Verteidigerrolle und war hin und wieder in Faustkämpfe verwickelt, unter anderem mit Alexander Seliwanow, der damals bei Spartak Moskau spielte. 1993 gewann Gontschar mit Dynamo die Meisterschaft der Internationalen Hockey-Liga, wobei er in allen zehn Playoff-Spielen zum Einsatz kam. In der folgenden Saison erreichte er mit Dynamo erneut das Playoff-Finale, in dem sein Team dem HK Lada Toljatti mit 2:3 unterlag. Nach dem Saisonende in der IHL flog Gontschar nach Nordamerika und absolvierte zwei Playoff-Spiele für das Farmteam der Washington Capitals, die Portland Pirates, in der American Hockey League. Mit den Pirates gewann er am Ende der Playoffs den Calder Cup.
Ab der AHL-Saison 1994/95 gehörte Gontschar zum Stammpersonal der Portland Pirates. Am 7. Februar 1995 debütierte Gontschar in der National Hockey League bei einer Partie der Capitals gegen die Buffalo Sabres. In der Saison 1998/99 erzielte er als erster russischer Verteidiger mehr als 20 Tore in einer NHL-Saison. Am Ende der Saisons 2000/01 und 2002/03 wurde Gontschar in das NHL Second All-Star Team berufen.

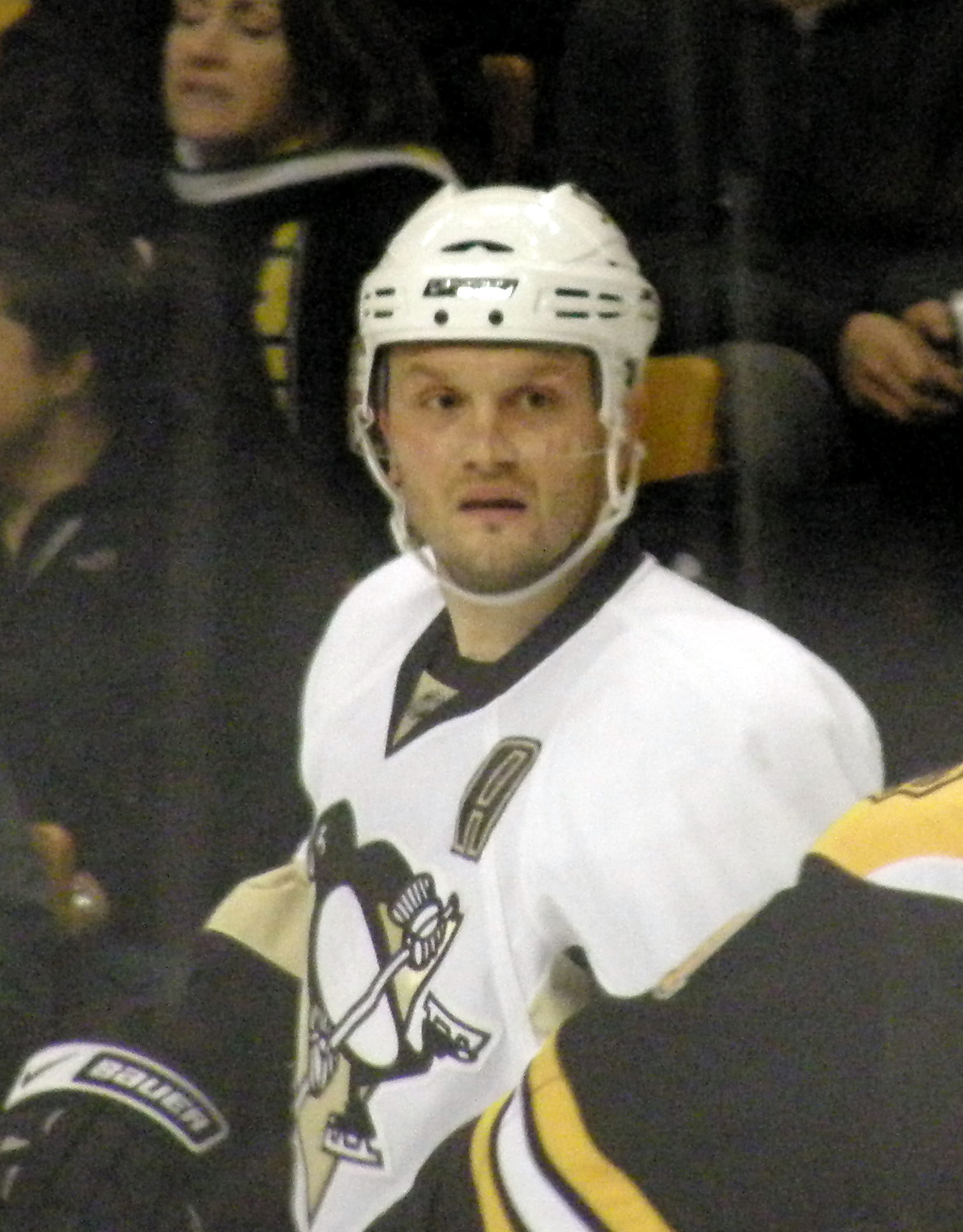
Gontschar im Trikot der Pittsburgh Penguins

Im März 2004 wurde der Abwehrspieler von den Capitals im Tausch gegen Shaone Morrisonn sowie zwei Draftpicks zu den Boston Bruins transferiert. In dieser Saison erzielte er mit 58 Scorerpunkten mehr wie jeder andere Verteidiger. Nach der durch einen Lockout ausgefallenen Spielzeit 2004/05, die Gontschar in seiner Heimat bei Metallurg Magnitogorsk verbrachte, unterschrieb er einen Fünfjahresvertrag bei den Pittsburgh Penguins. Mit den Penguins gewann er 2009 den Stanley Cup. Am 1. Juli 2010 unterschrieb Gontschar einen Dreijahresvertrag bei den Ottawa Senators.
Aufgrund des NHL-Lockouts spielte Gontschar zwischen September und Dezember 2012 wieder für den HK Metallurg Magnitogorsk in der Kontinentalen Hockey-Liga. Anschließend kehrte er wieder nach Ottawa zurück und war dort mit 24 Vorlagen der beste Passgeber der Mannschaft. Im Juni 2013 transferierten die Senators seine Rechte an die Dallas Stars, mit denen er kurz darauf einen neuen Zweijahresvertrag unterzeichnete. Bereits im November 2014 gaben ihn die Stars an die Canadiens de Montréal ab und erhielten im Gegenzug Travis Moen. Gontschar beendete die Saison in Montréal, wobei sein Vertrag im Anschluss nicht verlängert wurde und er somit als Free Agent auf der Suche nach einem neuen Arbeitgeber ist. Im August 2015 unterzeichnete er einen Probevertrag (professional tryout contract) bei den Pittsburgh Penguins, wurde jedoch in der Folge nicht fest verpflichtet. Im Oktober 2015 gab der Russe dann das Ende seiner aktiven Karriere bekannt und wechselte mit sofortiger Wirkung in den Trainerstab der Penguins, wo er fortan speziell für die Ausbildung von Verteidigern verantwortlich ist. Mit 881 erzielten Scorerpunkten in der regulären Saison war er zu diesem Zeitpunkt punktbester russischer Verteidiger in der NHL-Geschichte. Nach der Saison 2019/20 verlängerten die Penguins den Vertrag des Russen nicht.
Anschließend war Gontschar als Assistenztrainer der russischen Nationalmannschaft tätig und gewann mit dem Team unter neutraler Flagge die Silbermedaille bei den Olympischen Winterspielen 2022. Im Januar 2023 kehrte er dann in die NHL zurück, als ihn die Vancouver Canucks in ihren Trainerstab aufnahmen.

### International
Gontschar vertrat sein Heimatland sowohl im Junioren- als auch Seniorenbereich auf internationaler Bühne.
Erstmals spielte der Verteidiger bei der Junioren-Europameisterschaft 1992 für Russland. Die Mannschaft gewann am Ende die Bronzemedaille, wobei Gontschar zu den besten Spielern des Turniers gehörte. Er wurde ins All-Star-Team des Turniers berufen und zudem zum besten Abwehrspieler der Wettkämpfe ernannt. Ein Jahr später lief er bei der Junioren-Weltmeisterschaft 1993 auf, wo ein Medaillengewinn allerdings verfehlt wurde.
Für die Seniorenauswahl der Sbornaja trat Gontschar erstmals beim World Cup of Hockey 1996 in Erscheinung. Zwei Jahre später spielte er bei den Olympischen Winterspielen 1998 im japanischen Nagano erneut für die Auswahl, die nach einer knappen Finalniederlage gegen Tschechien Silber gewann. Seine erste Weltmeisterschaft spielte der Verteidiger im Jahr 2000. Bei der WM im eigenen Land enttäuschte das ambitionierte Team aber maßlos und beendete selbige auf dem elften Rang. Danach stand Gontschar bei den Olympischen Winterspielen 2002 in Salt Lake City für Russland auf dem Eis und gewann die Bronzemedaille. Ebenso war er Mitglied des Kaders beim World Cup of Hockey 2004 und den Olympischen Winterspielen 2006 in Turin, die Russland ohne einen Medaillengewinn beendete. Erst bei der Weltmeisterschaft 2007 gewann Gontschar mit der Bronzemedaille erneut Edelmetall, eine weitere Silbermedaille folgte bei der Weltmeisterschaft 2010. Des Weiteren absolvierte er bei den Olympischen Winterspielen 2010 in Vancouver sein viertes olympisches Eishockeyturnier. Sein persönlich erfolgreichstes Turnier absolvierte der Russe mit der Weltmeisterschaft 2007, als er in neun Spielen ein Tor erzielte und vier weitere vorbereitete.

## Erfolge und Auszeichnungen
| - 1993 IHL-Meister mit Dynamo Moskau - 1994 IHL-Vizemeister mit Dynamo Moskau - 1994 Calder-Cup-Gewinn mit den Portland Pirates - 2001 Teilnahme am NHL All-Star Game - 2002 Teilnahme am NHL All-Star Game - 2002 NHL Second All-Star Team - 2003 Teilnahme am NHL All-Star Game | - 2003 NHL Second All-Star Team - 2004 Wertvollster Spieler des Spengler Cups - 2004 All-Star-Team des Spengler Cups - 2008 Teilnahme am NHL All-Star Game - 2009 Stanley-Cup-Gewinn mit den Pittsburgh Penguins - 2012 KHL-Verteidiger des Monats Dezember |

### International
| - 1992 Bronzemedaille bei der Junioren-Europameisterschaft - 1992 Bester Verteidiger der Junioren-Europameisterschaft - 1992 All-Star-Team der Junioren-Europameisterschaft - 1998 Silbermedaille bei den Olympischen Winterspielen | - 2002 Bronzemedaille bei den Olympischen Winterspielen - 2007 Bronzemedaille bei der Weltmeisterschaft - 2010 Silbermedaille bei der Weltmeisterschaft |

## Karrierestatistik

### International
Vertrat Russland bei:
| - Junioren-Europameisterschaft 1992 - Junioren-Weltmeisterschaft 1993 - World Cup of Hockey 1996 - Olympischen Winterspielen 1998 - Weltmeisterschaft 2000 - Olympischen Winterspielen 2002 | - World Cup of Hockey 2004 - Olympischen Winterspielen 2006 - Weltmeisterschaft 2007 - Olympischen Winterspielen 2010 - Weltmeisterschaft 2010 |

(Legende zur Spielerstatistik: Sp oder GP = absolvierte Spiele; T oder G = erzielte Tore; V oder A = erzielte Assists; Pkt oder Pts = erzielte Scorerpunkte; SM oder PIM = erhaltene Strafminuten; +/− = Plus/Minus-Bilanz; PP = erzielte Überzahltore; SH = erzielte Unterzahltore; GW = erzielte Siegtore; 1 Play-downs/Relegation; Kursiv: Statistik nicht vollständig)